# Diocese de Tianguá
A Diocese de Tianguá (Dioecesis Tianguensis) é uma diocese localizada na cidade de Tianguá, na província eclesiástica de Fortaleza, no Ceará.

## Criação
A Diocese de Tianguá foi criada em 13 de março de 1971 pela bula Qui Summopere do Papa Paulo VI, juntamente com as dioceses de Itapipoca e Quixadá. Foi desmembrada da Diocese de Sobral em todo o seu território e, como sede própria, na condição de Catedral, designada a Igreja matriz de Sant'Ana, em Tianguá.

## Aspectos geo-humanos
Territorialmente, a Diocese de Tianguá abrange 13 Municípios do Ceará, situados ao longo da Serra Grande da Ibiapaba e do Litoral Norte do Ceará: Tianguá, Viçosa do Ceará, Ubajara, Ibiapina, São Benedito, Carnaubal, Guaraciaba do Norte, Croatá e Graça.
Atualmente está integrada por 17 Paróquias, 5 Áreas Missionárias e 2 Áreas Pastorais, 32 sacerdotes e 3 diáconos dirigindo os trabalhos pastorais.

## Bispos diocesanos
Bispos encarregados da diocese:
| Bispos | Bispos                                         | Bispos    | Bispos |
|        | Nome                                           | Período   | Notas  |
| ------ | ---------------------------------------------- | --------- | ------ |
| 3°     | Francisco Edimilson Neves Ferreira             | 2017 -    | Atual  |
| 2º     | Francisco Javier Hernández Arnedo, O.A.R.      | 1991-2017 |        |
| 1º     | Timóteo Francisco Nemésio Cordeiro, O.F.M.Cap. | 1971-1990 |        |